# Gaj Wielki (wieś)
Gaj Wielki – wieś w Polsce położona w województwie wielkopolskim, w powiecie szamotulskim, w gminie Kaźmierz.

## Historia
W latach 1954–1959 wieś należała i była siedzibą władz gromady Gaj Wielki, po jej zniesieniu w gromadzie Grzebienisko. W latach 1975–1998 miejscowość administracyjnie należała do województwa poznańskiego.
Wieś sołecka - położona 18 km na południe od Szamotuł, przy trasie drogi krajowej nr 92 z Poznania do Świecka.
W dokumentach wymieniana od 1383 r. Znaleziono tutaj naczynia i ozdoby pochodzące z osady wczesnohistorycznej.
Z Gaju Wielkiego wywodzili się Skórowie z rodu Awdańców. Najbardziej znanym przedstawicielem rodu był Piotr Skóra (zm. 1468 r.), protoplasta linii Obornickich. Pełnił m.in. urząd kasztelana kaliskiego i starosty generalnego Wielkopolski. Stał się właścicielem Gaju Wielkiego i 3 wsi w okolicy, Kiączyna, Międzychodu wraz z wójtostwem i 5 wsiami oraz tenuty obornickiej. W 1466 r. był jednym z negocjatorów pokoju toruńskiego z Krzyżakami. Pochowany został w Obornikach.
Gaj Wielki wielokrotnie zmieniał właścicieli. W XIX w. należał do rodziny Hebanowskich, z której wywodził się znany architekt Stanisław Hebanowski - twórca wielu XIX-wiecznych pałaców wielkopolskich. Z tejże rodziny pochodził znany reżyser teatralny - również Stanisław. W 1939 r. majątek Gaj Wielki należał do doktora Bogumiła Hebanowskiego i składał się z 1483 ha ziemi, miał cegielnię i gorzelnię.
Zachował się dawny parterowy dworek – dom z końca XVIII w. o konstrukcji szachulcowej, kryty wysokim dachem czterospadowym. Przy nim istnieją 2 oficyny: z drugiej połowy XIX w. i przełomu XIX i XX w. W pobliżu rozciąga się park krajobrazowy (pozostałości) z XIX w. Przy szosie stoi budynek dawnej poczty konnej o cechach późnoklasycznych z połowy XIX w. z dwoma bocznymi skrzydłami. Była to jedna ze stacji służąca zmianie koni na trasie z Poznania do Berlina. W drugiej połowie XIX w. między Szamotułami a Gajem Wielkim istniało stałe połączenie dzięki kursującemu raz dziennie czteroosobowemu wozowi pocztowemu.
Obok sklepu stoi figura chłopa pospawana z różnych elementów metalowych - dzieło księdza Zygmunta Humerczyka.
Na północny wschód od wsi uruchomiono w 1980 r. niewielką kopalnie ropy naftowej o wydajności około 50 ton na dobę.
Nowa kaplica pw. Matki Boskiej z Lourdes została wzniesiona w latach 1979–1981. Ciekawa bryła kaplicy, wykorzystująca różnice w wysokości terenu, zwieńczona jest widocznym z drogi neonem. W byłej salce katechetycznej urządzono Muzeum Pamiątek Maryjnych.
W Gaju Wielkim 5 września 1942 urodził się prof. Wacław Strykowski, pedagog, specjalista w zakresie technologii kształcenia, pedagogiki medialnej i dydaktyki.